# Leucon vasilei
Leucon vasilei är en kräftdjursart som beskrevs av Petrescu 1994. Leucon vasilei ingår i släktet Leucon och familjen Leuconidae. Inga underarter finns listade i Catalogue of Life.